# Bürgerrechtsnachweis
Der Bürgerrechtsnachweis ist eine Urkunde, die Datum und Grund des Erwerbs des Schweizer Bürgerrechts bestätigt. Der Bürgerrechtsnachweis listet auch frühere Bürgerrechte mit den Erwerbs- und Verlustgründen auf.

## Inhalt
Während der Schweizer Pass und die Identitätskarte Ausweise gemäss Art. 1 der aufgrund des Ausweisgesetzes erlassenen Ausweisverordnung (VAwG) sind, die den Inhaberinnen und Inhabern nicht nur zum Nachweis der Schweizer Staatsangehörigkeit, sondern auch der eigenen Identität dienen, ist der Bürgerrechtsnachweis eine Urkunde, die wie der deutsche Staatsangehörigkeitsausweis nur das Bestehen des Schweizer Bürgerrechts dokumentiert.
Der Heimatschein ist ein Zivilstandsdokument und enthält nur Personendaten im Sinne von Art. 5 a. des Datenschutzgesetzes.
Der Bürgerrechtsnachweis wird beim Zivilstandsamt des Bürgerortes angefordert und als Auszug aus der Datenbank Infostar erstellt.

## Bedeutung
Der Erwerbsgrund für das Schweizer Bürgerrecht ist bei Zivilstandsdokumenten ausschliesslich auf dem Bürgerrechtsnachweis für schweizerische Staatsangehörige ersichtlich. Dieses Dokument wird in der Praxis selten ausgestellt. Es dient Schweizerinnen und Schweizern in der Regel als Nachweis gegenüber einem ausländischen Staat, aus dessen Staatsangehörigkeit sie entlassen werden möchten. Zur Vermeidung von Staatenlosigkeit kann eine Entlassung nur erfolgen, wenn die betreffende Person noch eine andere Staatsangehörigkeit besitzt. Bei allen anderen Zivilstandsdokumenten, wie z. B. Geburtsurkunde oder Personenstandsausweis, wird nicht vermerkt, wie das Schweizer Bürgerrecht erworben wurde.